# William Johnson (kunstenaar)

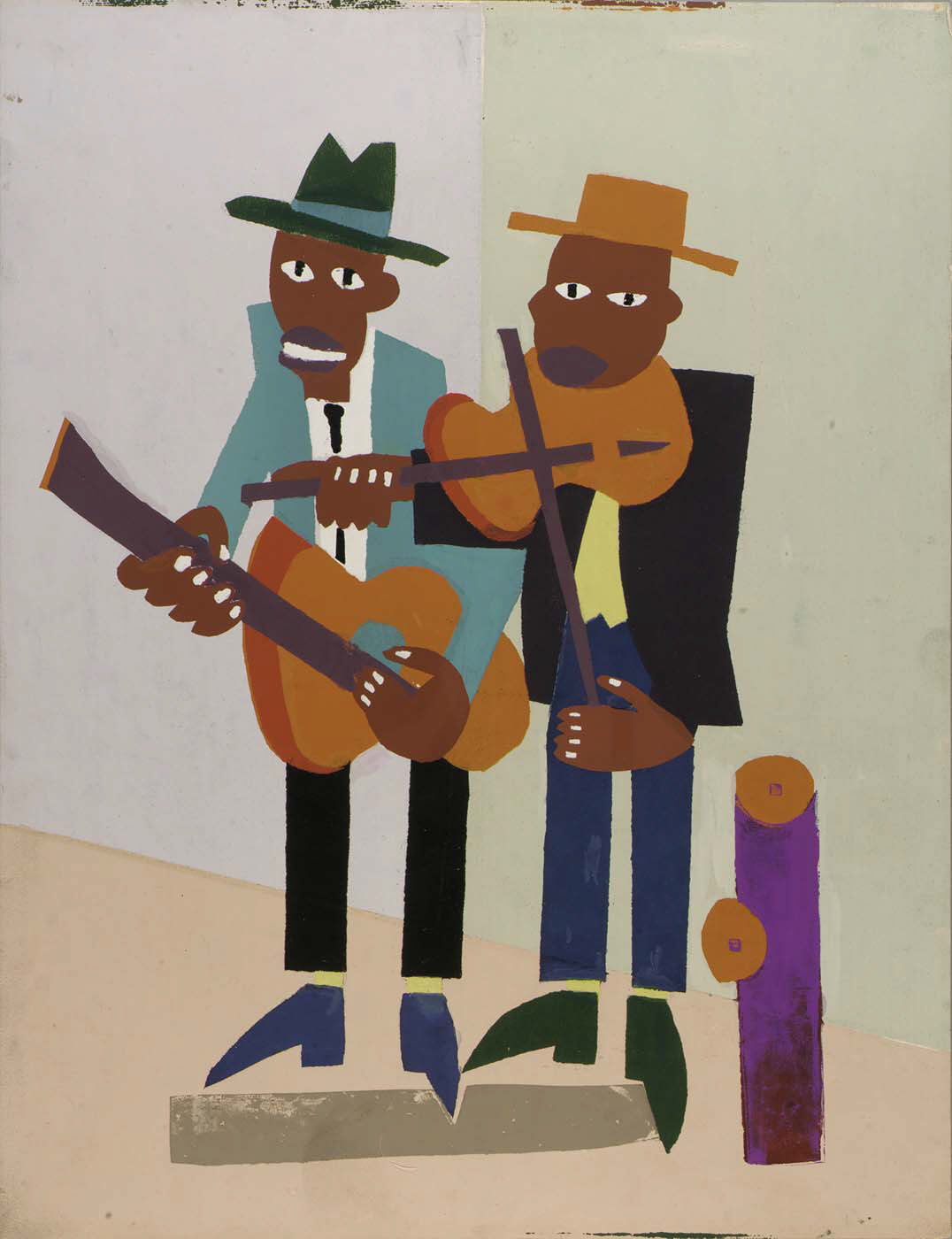
'Street Musicians' van William H. Johnson, zeefdruk uit 1939-1940

William Henry Johnson (Florence, South Carolina, 18 maart 1901 - Central Islip, 1970) was een Afro-Amerikaanse kunstenaar uit de Verenigde Staten. Hij was een schilder en een grafisch kunstenaar, die tegenwoordig vooral bekend is door zijn prints in een krachtige folk-stijl.

## Biografie
Johnson studeerde kunst in New York en Provincetown. Hij woonde ook in Europa, waar hij sterk werd beïnvloed door het Duitse expressionisme, wat doorwerkte in zijn houtsnedes uit de jaren dertig. Tevens maakte hij relief-prints. De onderwerpen van zijn werk waren in die jaren onder meer landschappen, naakten en figuren. In 1939 keerde hij terug naar Amerika, waar hij in Harlem, New York, ook zeefdrukken ging maken. In deze kleurrijke prints figureren vooral Afro-Amerikanen en verschillende werken tonen 'zwarte' jazz-musici.
In 1944 overleed zijn Deense vrouw Holche Krake en Johnson werd gekweld door verdriet. In 1946 ging hij naar Denemarken om bij de familie van zijn vrouw te zijn. Kort daarop keerde hij ziek terug naar Amerika: hij had syfilis opgelopen. Hij werd opgenomen in Central Islip Psychiatric Hospital, waar hij de rest van zijn leven doorbracht. In 1956 stopte hij met kunst maken. Vlak voor zijn overlijden in 1970 doneerde hij al zijn werk aan het museum, dat thans het Smithsonian American Art Museum is.